# Bora Kim
Bora Kim  (en coreano: 김보라) (30 de noviembre de 1981) es una cineasta surcoreana. Su cortometraje, “The Recorder Exam”, ganó numerosos premios. Su ópera prima House of Hummingbird (La casa del colibrí) fue reconocido como mejor largometraje producido fuera de EE. UU. en el festival de Tribeca en 2019.

## Trayectoria
Nacida en Corea del Sur en 1981, Kim Bora se graduó de la Universidad Dongguk con una licenciatura en cine. En 2007 estudió en la Universidad de Columbia en Estados Unidos y recibió una Maestría en Bellas Artes en dirección cinematográfica. Su película The Recorder Exam (2011) fue su proyecto cinematográfico de graduación y ganó el premio al Mejor Director de Cine de Estudiantes para la Región Este del Gremio de Directores de América. Después del lanzamiento de la película, Kim comenzó a trabajar en el guion que se basaría en su propia infancia. Más tarde, regresó a Corea y dio conferencias en las universidades donde estudió.
En 2018, después de siete años de trabajo en el guion y la producción, se estrenó su ópera prima como directora de largometraje House of Hummingbird (La Casa del Colibrí) que ganó numerosos premios entre ellos el premio al mejor largometraje en el Festival de cine de Tribeca. La película también recibió apoyo de producción del Korean Film Council ( KOFIC ), la Comisión de Cine de Seúl y el Asian Cinima Fund del Festival Internacional de Cine de Busan. House of Hummingbird gira en torno a la vida de una adolescente en Seúl en 1994 cuya vida, consumida por la amistad, el amor, el karaoke y los pequeños hurtos en comercios, cambia cuando conoce a su profesora. Kim explicó que la película se basa en situaciones que ella misma vivió durante su infancia.

## Filmografía
- The Recorder Exam (2011) - director[8]
- House of Hummingbird (2018) - director, guionista, productor ejecutivo[9][10]

## Premios
- 2011 DGA Student Awards: Best Woman Student Filmmaker- East Region (The Recorder Exam)[11]
- 2011 Woodstock Film Festival: Best Student Short Film (The Recorder Exam)[11]
- 2018 Busan International Film Festival: KNN Award (House of Hummingbird)[11]
- 2018 Busan International Film Festival: NEPAC Award (House of Hummingbird)[11]
- 2019 Athens International Film Festival: Best Screenplay (House of Hummingbird)[11]
- 2019 Beijing International Film Festival: Forward Future Award (House of Hummingbird)[11]
- 2019 Bergen International Film Festival: Cinema Extrodinare (House of Hummingbird)[11]
- 2019 Berlin International Film Festival: Best Feature Film (House of Hummingbird)[11]
- 2019 Blue Dragon Awards: Best Screenplay (House of Hummingbird)[11]
- 2019 Cinema Jove- Valencia International Film Festival: Best Directing (House of Hummingbird)[11]
- 2019 Cinema Jove- Valencia International Film Festival: Best Film (House of Hummingbird)[11]
- 2019 Cyprus Film Days International Festival: Special Jury Award (House of Hummingbird)[11]
- 2019 Heartland International Film Festival: Narrative Feature (House of Hummingbird)[11][12]
- 2019 Istanbul International Film Festival: International Competition (House of Hummingbird)[11]
- 2019 Jerusalem Film Festival: International First Film (House of Hummingbird)[11]
- 2019 Korean Association of Film Critics Awards: Best New Director (House of Hummingbird)[11]
- 2019 Korean Association of Film Critics Awards: FIPRESCI Award (House of Hummingbird)[11]
- 2019 London Film Festival: Sutherland Award (House of Hummingbird)[11]
- 2019 Malaysia Golden Globe Awards: Best Director (House of Hummingbird)[11]
- 2019 Molodist International Film Festival: Best Feature Film (House of Hummingbird)[11]
- 2019 Molodist International Film Festival: Best Film (House of Hummingbird)[11]
- 2019 Seattle International Film Festival: Best Feature Film (House of Hummingbird)[11]
- 2019 Taipei Film Festival: International New Talent Competition (House of Hummingbird)[11]
- 2019 The SACF Artist of the Year Awards: Outstanding New Artist (House of Hummingbird)[11]
- 2019 Transatlantyk Festival: Lodz: Section "New Cinema" (House of Hummingbird)[11]
- 2019 Tribeca Film Festival: Best International Narrative Feature (House of Hummingbird)[11]
- 2019 VC FilmFest - Los Angeles Asian Pacific Film Festival: Best Narrative Feature (House of Hummingbird)[11]
- 2019 Director's Cut Awards: Best New Director (House of Hummingbird)[13]
- 2019 Director's Cut Awards: Vision of the Year (House of Hummingbird)[13]
- 2020 Asian Film Critics Association Awards: Best New Director (House of Hummingbird)[11]
- 2020 Black Movie Film Festival: Young Adults Jury Award (House of Hummingbird)[11]
- 2020 Black Movie Film Festival: Critics Prize (House of Hummingbird)[11]
- 2020 56th Grand Bell Awards: Best New Director (House of Hummingbird)[14]
- 2020 56th Baeksang Arts Awards: Best Director (House of Hummingbird)[15]